# Sistema McIntyre Final Eight
Il sistema McIntyre Final Eight è una tipologia di torneo a eliminazione diretta ideata da Kenneth McIntyre.
In questo tipo di competizione, le otto squadre partecipanti si affrontano in un primo turno (su una o più gare) con i seguenti accoppiamenti:
- 1ª classificata - 8ª classificata
- 2ª classificata - 7ª classificata
- 3ª classificata - 6ª classificata
- 4ª classificata - 5ª classificata

Le due squadre vincenti con il miglior piazzamento in regular season passano alle semifinali, mentre le due perdenti con il peggior piazzamento in regular season sono eliminate dal torneo. Le altre quattro squadre devono affrontare, invece, un turno di ripescaggio: le vincenti di questo turno approdano in semifinale.
Questo sistema è stato utilizzato dalla Australian Football League dal 1994 al 1999 e dalla National Rugby League dal 1999 al 2011.